# Johan Frederik Frølich
Johan Frederik Frølich (29. september 1681 i Christiania – 12. december 1757) var en dansk-norsk officer og godsejer, far til Cecilie Christine Schøller.
Han blev født i Christiania, hvor hans fader, Marcus Frølich, der skal have været svensk af fødsel, var stadskirurg; moderen hed Kirsten Nicolaisdatter. Frølich trådte tidlig ind i oplandske infanteriregiment, hvor han blev adjudant, 1703 sekondløjtnant og 1704 premierløjtnant. I besiddelse af et fordelagtigt ydre og andre betingelser, som datiden satte pris på hos en officer, blev Frølich året efter forsat til Fodgarden som sekondløjtnant, og i løbet af Den Store Nordiske Krig, hvor han bl.a. nævnes i beretningerne om slagene ved Helsingborg og Gadebusch, steg han så rask i vejret (han blev 1709 premierløjtnant i Garden, 1710 kaptajn ved det såkaldte ungarske dragonregiment, 1711 i Garden, 1715 oberstløjtnant ved Hans Jacob Arnoldts gevorbne regiment), at han, kun 36 år gammel og 12 år efter, at han som ung løjtnant havde forladt Norge, vendte hjem som oberst og chef for 2. smålenske regiment (1717).
I Danmark havde han ægtet Hylleborg von Wettberg, datter af oberst Johan von Wettberg og Sidsel Grubbe af Østrupgård, hvilken ejendom Frølich havde arvet, men nu solgte, hvorimod han købte gården Teje ved Tønsberg. 1733 blev han chef for det senere nordenfjeldske gevorbne regiment og generalmajor, 1740 kommanderende general nordenfjelds, hvorefter han flyttede til Trondhjem og solgte Teje. I denne stilling, hvor han 1744 udnævntes til Ridder af Dannebrog, 1746 til generalløjtnant, virkede han til sin død, 12. december 1757.